# Save your dream
《save your dream》為日本女歌手華原朋美的第5張單曲。

## 說明
- 華原的首張公信榜冠軍單曲。
- 當時演唱這首歌的華原處於極度消瘦的狀態，約30公斤左右。而華原所愛用的Joaquin Berao品牌首飾也受到華原現象的催化而人氣暴漲。
- 1996年8月錄製的歌曲，因而有著與〈summer visit〉相近的快樂氛圍。
- 此曲亦為華原的樂曲之中音調特別高的一曲。

## 收錄歌曲
全碟作詞・作曲・編曲：小室哲哉
1. save your dream [Original Mix]
2. save your dream [Deep Dark Mix]
3. save your dream [Lotte Remix]